# Списак епизода серије Добро место
Добро место је америчка фантастично-хумористичка телевизијска серија творца Мајкла Шула. Премијера серије била је 19. септембра 2016. на мрежи NBC. Серија прати Еленор Шелстроп (Кристен Бел), жену која је након своје смрти дочекана на „Добро место”, високо селективној утопији налик небима коју је дизајнирао и водио „архитекта” загробног живота Мајкл (Тед Дансон) као награда за њен праведан живот. Међутим, она схвата да је тамо послата грешком и мора да сакрије своје морално несавршено понашање у прошлости, покушавајући да постане боља и етичнија особа. Вилијам Џексон Харпер, Џамила Џамил и Мени Хасинто такође глуме као становници Доброг места, заједно са Дарси Карден као Џенет, вештачким бићем које помаже становницима. Свака епизода је наведена као „Поглавље (xx)” након почетне теме.
Серија је обновљена за четврту и финалну сезону, чија је премијера била 26. септембра 2019.  Финална епизода серије емитована је 30. јануара 2020. Током серије Добро место, 53 епизоде су се емитовале током четири сезоне.

## Преглед серије
| Сезона | Сезона | Епизоде | Епизоде | Оригинално емитовање | Оригинално емитовање |
| Сезона | Сезона | Епизоде | Епизоде | Премијера            | Финале               |
| ------ | ------ | ------- | ------- | -------------------- | -------------------- |
|        | 1.     | 13      | 13      | 19. септембар 2016.  | 19. јануар 2017.     |
|        | 2.     | 13      | 13      | 20. септембар 2017.  | 1. фебруар 2018.     |
|        | 3.     | 13      | 13      | 27. септембар 2018.  | 24. јануар 2019.     |
|        | 4.     | 14      | 14      | 26. септембар 2019.  | 30. јануар 2020.     |

## Епизоде

### 1. сезона (2016–17)
| Бр. еп. (укупно) | Бр. еп. (у сезони) | Наслов                           | Редитељ           | Сценариста                | Премијера           | Гледаност у САД (милиони) |
| --- | ------------------ | -------------------------------- | ----------------- | ------------------------- | ------------------- | ------------------------- |
| 1 | 1                  | Све је у реду                    | Дру Годард        | Мајкл Шур                 | 19. септембар 2016. | 8.04                      |
| Захваљујући грешци, Еленор Шелстроп послата је на Добро место, али она тамо дефинитивно не припада. Скривајући се од Мајкла, архитекте Доброг места, који није свестан грешке, она је одлучна да искористи прилику и преобрати свој живот.    |                    |                                  |                   |                           |                     |                           |
| 2 | 2                  | Летење                           | Мајкл Макдоналд   | Алан Јанг                 | 19. септембар 2016. | 8.04                      |
| Еленор покушава да докаже Чидији да је вредна његове помоћи. У међувремену, Тахани и Џијанџу покушавају да помогну Мајклу о непознатој грешци у његовом комшилуку.                                                                            |                    |                                  |                   |                           |                     |                           |
| 3 | 3                  | Тахани Ал-Џамил                  | Без Макарти-Милер | Ајша Марар                | 22. септембар 2016. | 5.25                      |
| Чиди почиње да учи Еленор о етици и прва лекција је: буди добар према комшији. Мајкл и Џенет помажу Чиди да нађе нови хоби. Ту су и Џамела Џами и Мани Хацинто.                                                                               |                    |                                  |                   |                           |                     |                           |
| 4 | 4                  | Џејсон Мендоза                   | Пејамн Бенз       | Џо Менд                   | 29. септембар 2016. | 4.45                      |
| Еленор има највећи изазов досад, у покушају да се крије. У међувремену, Мајкл тражи помоћ од Тахани да помогну комшији да испуни свој задатак. Ту су и Мани Хацинто и Дарси Карден.                                                           |                    |                                  |                   |                           |                     |                           |
| 5 | 5                  | Категорија 55: Криза смака свеза | Морган Сакт       | Мет Мари                  | 6. октобар 2016.    | 4.97                      |
| Еленорина жеља да научи етику од Чиди, постаје посао који никад није желео да има. У међувремену, Мајкл и Џенет се фокусирају на проблем у суседству. Ту су и Мани Хацинто и Џамела Џамил.                                                    |                    |                                  |                   |                           |                     |                           |
| 6 | 6                  | Шта дугујемо једно гругом        | Такер Гејтс       | Дилан Морган и Џош Сигал  | 13. октобар 2016.   | 4.23                      |
| Еленор добија задатак да помогне Мајклу око задатка, које може да одреди њену судбину у добром месту. У међувремену, Чими пристаје да помогне пријатељу и изађе као трећи члан на излазак. Ту су и Џемала Џамил, Мени Хацинто и Дарси Карден. |                    |                                  |                   |                           |                     |                           |
| 7 | 7                  | Вечни врисак                     | Трент О'Донел     | Меган Амрам               | 20. октобар 2016.   | 3.79                      |
| Еленор и Чиди крећу на путовање, а Џенет им је водич. У међувремену, Тахани покушава да покаже Мајклу колико је цењен. Ту је и Мени Хацинто.                                                                                                  |                    |                                  |                   |                           |                     |                           |
| 8 | 8                  | Најгори играч                    | Тристрам Шапиро   | Ден Шофилд                | 27. октобар 2016.   | 3.89                      |
| Мајкл има приватни састанак са Еленор. У међувремену, Чиди, који чува тајну, размишља шта да ради. Ту су и Мани Хацинто, Дарси Карден и Џамела Џамилк.                                                                                        |                    |                                  |                   |                           |                     |                           |
| 9 | 9                  | Неко попут мене као члан         | Дин Холанд        | Џен Статски               | 3. новембар 2016.   | 3.68                      |
| Мајклове вештине испитане су кад покуша да реши ситуацију коју није раније искусио. Чиди остварује везу негде другде што нервира Еленор, док Џенет приказује своју другу страну.                                                              |                    |                                  |                   |                           |                     |                           |
| 10 | 10                 | Чидин избор                      | Линда Мендоза     | Деми Адежујгбе            | 5. јануар 2017.     | 3.53                      |
| Еленор прави невероватно лично откриће. У међувремену, Мајкл приморава неодлучу Чиди да донесе одлуку. Џијанџу има велику објаву. |                    |                                  |                   |                           |                     |                           |
| 11 | 11                 | Шта ме мотивише?                 | Лин Шелтон        | Ендру Ло                  | 12. јануар 2017.    | 3.64                      |
| Еленор и Тахани кују план, док Мајкл прави невероватно откриће. У међувремену, Чиди се поверава Еленор након што је дошао до изненађујућих вести.                                                                                             |                    |                                  |                   |                           |                     |                           |
| 12 | 12                 | Минди Сент Клер                  | Дин Холанд        | Меган Амрам и Џен Статски | 19. јануар 2017.    | 3.93                      |
| Уз помоћ Чиди и Тахани, Мајкл се суочава са највећим изазовом досад. У међувремену, Еленор, Џијанџу и Џенет суочавају се са великом одлуком.                                                                                                  |                    |                                  |                   |                           |                     |                           |
| 13 | 13                 | Мајклов гамбит                   | Мајкл Шур         | Мајкл Шур                 | 19. јануар 2017.    | 3.93                      |
| Еленор и њени пријатељи разматрају своју судбину у добром месту. |                    |                                  |                   |                           |                     |                           |

### 2. сезона (2017–18)
| Бр. еп. (укупно) | Бр. еп. (у сезони) | Наслов                      | Редитељ           | Сценариста               | Премијера           | Гледаност у САД (милиони) |
| --- | ------------------ | --------------------------- | ----------------- | ------------------------ | ------------------- | ------------------------- |
| 14 | 1                  | Све је супер (1. део)       | Трент О'Донел     | Џен Статски              | 20. септембар 2017. | 5.28                      |
| Амбициозни архитекта обрисао им је сећања и Мајкл, Еленор, Чиди, Тахани и Џејсон поново се усељавају у Добро место. Нису свесни шта се десило пре, изузев Еленор која је себи оставила један траг и покушава да споји сећања. |                    |                             |                   |                          |                     |                           |
| 15 | 2                  | Све је супер! (2. део)      | Трент О'Донел     | Џо Менд                  | 20. септембар 2017. | 5.28                      |
| Након што Мајкл обрише њихова сећања, Еленор, Чиди, Тахани и Џејсон поново су у Добром месту. Еленор проналази траг који је оставила себи, и покушава да споји сећања.                                                        |                    |                             |                   |                          |                     |                           |
| 16 | 3                  | Плесна одлука               | Дру Годард        | Меган Амрам              | 28. септембар 2017. | 4.67                      |
| Мајкл наставља да сређује делове свог великог плана. У међувремену, Еленор наилази на тајну. Ту су и Вилијам Џексон Харпер, Џамела Џамил, Мани Хасинто и Дарси Карден.                                                        |                    |                             |                   |                          |                     |                           |
| 17 | 4                  | Екипа „Бубашваба”           | Морган Сакет      | Ден Шофилд               | 5. октобар 2017.    | 4.17                      |
| Мајкл прилази стварима из новог угла. Еленор, Чиди, Тахани и Џејсон боре се да заједно донесу одлуку. Ту је и Дарси Карден.                                                                                                   |                    |                             |                   |                          |                     |                           |
| 18 | 5                  | Криза идентитета            | Бет Макарти-Милер | Ендру Ло                 | 12. октобар 2017.   | 4.05                      |
| Тахани прави вечеру да задиви. Еленор и Џејсон морају да помогну, кад ствари не крену по плану. Ту су и Тед Денсон,Вилијам Џексон Харпер и Дарси Карден.                                                                      |                    |                             |                   |                          |                     |                           |
| 19 | 6                  | Проблем са колицима         | Дин Холанд        | Џош Сигал и Дилан Морган | 19. октобар 2017.   | 3.92                      |
| Чиди и Еленор боре се са етичком дилемом, што води до сукоба са Мајклом. У међувремену, Тахани чува тајну и поверава се Џенет. Ту је и Мени Хасинто.                                                                          |                    |                             |                   |                          |                     |                           |
| 20 | 7                  | Џенет и Мајкл               | Дин Холанд        | Кејт Герстен             | 26. октобар 2017.   | 3.97                      |
| Када комшилук искуси малу грешку, Мајкл мора да разреши проблем са Џенет, пре него што измакне контроли. Ту су и Кристин Бел, Вилијам Џексон Харпер, Џамила Џамил и Мани Хасинто.                                             |                    |                             |                   |                          |                     |                           |
| 21 | 8                  | Дерек                       | Џуд Венг          | Корд Џеферсон            | 2. новембар 2017.   | 3.06                      |
| Џенет ствара велики проблем за Мајкла. У међувремену, Еленор говори Чиди једну тајну, и Џејсон ставља Тахани у незгодну ситуацију.                                                                                            |                    |                             |                   |                          |                     |                           |
| 22 | 9                  | Скок у веру                 | Линда Мендоза     | Кристофер Инсел          | 4. јануар 2018.     | 3.08                      |
| Мајкл добија изненадну посету. У међувремену, Еленор, Чиди, Тахани и Џејсон покушавају да реше загонетку. Ту је и Дарси Карден.                                                                                               |                    |                             |                   |                          |                     |                           |
| 23 | 10                 | Најбоље ја!                 | Џули Ен Робинсон  | Тајлер Стресл            | 11. јануар 2018.    | 3.11                      |
| Мајкл се налази у стисци. У међувремену, Еленор добија идеју од које Чиди, Тахани, Џејсон и чак Џенет стављају своја осећања на црту.                                                                                         |                    |                             |                   |                          |                     |                           |
| 24 | 11                 | Ронда, Дијана, Џејк и Трент | Алан Јанг         | Џен Статски и Ден Шофилд | 18. јануар 2018.    | 3.00                      |
| Еленор, Чиди, Тахани, Џенет и Џејсон одлазе на дестинацију која може да носи трајне последице. Ту је и Тед Денсон. |                    |                             |                   |                          |                     |                           |
| 25 | 12                 | Бурито                      | Дин Холанд        | Меган Амрам и Џо Менд    | 25. јануар 2018.    | 3.65                      |
| Еленор, Чиди, Тахани и Џејсон разматрају колико су се побољшали (или нису). Мајкл мора да се носи са последицама својих недавних активности. Ту је и Дарси Карден.                                                            |                    |                             |                   |                          |                     |                           |
| 26 | 13                 | Негде другде                | Мајкл Шур         | Мајкл Шур                | 1. фебруар 2018.    | 3.19                      |
| Мајкл покушава да извуче зеца из шешира. Ту су и Кристен Бел, Џамила Џамил, Вилијам Џексон Харпер, Мани Хасинто и Дарси Карден.                                                                                               |                    |                             |                   |                          |                     |                           |